# Gregor Buchholz
Gregor Buchholz (Potsdam, 17 de abril de 1986) es un deportista alemán que compitió en triatlón. Ganó una medalla de bronce en el Campeonato Mundial de Triatlón por Relevos Mixtos de 2016 y una medalla de oro en el Campeonato Europeo de Triatlón de 2011.

## Palmarés internacional
| Campeonato Mundial por Relevos Mixtos | Campeonato Mundial por Relevos Mixtos | Campeonato Mundial por Relevos Mixtos | Campeonato Mundial por Relevos Mixtos |
| Año                                   | Lugar                                 | Medalla                               | Prueba                                |
| ------------------------------------- | ------------------------------------- | ------------------------------------- | ------------------------------------- |
| 2016                                  | Hamburgo (Alemania)                   | Medalla de bronce                     | Relevo mixto                          |
| Campeonato Europeo                    |                                       |                                       |                                       |
| Año                                   | Lugar                                 | Medalla                               | Prueba                                |
| 2011                                  | Pontevedra (España)                   | Medalla de oro                        | Relevo mixto                          |